# Juan Emilio Píriz
Juan Emilio Píriz (* um 1908; † nach 1951) war ein uruguayischer Fußballspieler.

## Spielerkarriere

### Verein
Der Guitarrita genannte, aus Durazno stammende Píriz war der Cousin von Juan Píriz und Vater von Willy Píriz. Er spielte im Verein von 1928 bis 1945 für Club Atlético Defensor. Zudem wird er auch in der Siegermannschaft geführt, die 1947 das Torneo Honor gewann. Für die Violetas erzielte er in 346 Spielen 98 Tore, womit er in Bezug auf die Anzahl der Spiele der erfolgreichste und bezüglich der absoluten Trefferzahl der dritt-erfolgreichste Spieler in Defensors Geschichte noch vor Alberto Santelli (147 Spiele / 92 Tore) ist. Er erreichte somit einen Schnitt von 0,24 Treffern pro Spiel. Die Internetpräsenz Defensors spricht gar von mehr als 500 Partien, die Píríz im Amateur- und Profifußball insgesamt absolvierte.

### Nationalmannschaft
Der Rechtsaußen war Mitglied der uruguayischen Fußballnationalmannschaft. Insgesamt absolvierte er für diese 14 Länderspiele im Zeitraum vom 30. August 1928 bis 12. Oktober 1938, bei denen er fünfmal ins gegnerische Tor traf. Als Erfolg verbuchte er dabei den Turniersieg bei der Campeonato Sudamericano 1935 in seiner Erfolgsstatistik. 1928 wurde er sowohl bei der Copa Newton als auch bei der Copa Lipton eingesetzt. 1930 erfolgte ein weiterer Auftritt Píriz' bei der Copa Newton und auch beim Campeonato Sudamericano 1937 in Argentinien gehörte er dem uruguayischen Aufgebot an und bestritt dort vier Spiele.

## Trainertätigkeit
Mindestens 1951 wirkte Píriz auch als Trainer bei Defensor.